# Regionalwahl in Umbrien 2024
Die Regionalwahl in Umbrien 2024 fand am 17. und 18. November statt. Gewählt wurden alle 20 Mitglieder des Regionalrates (Consiglio regionale) und der Präsident des Regionalausschusses (Presidente della Giunta regionale).

## Wahlergebnis
| Kandidaten                                                                       | Kandidaten               | Stimmen | %    | Listen                                                        | Stimmen | %    | Mandate |
| -------------------------------------------------------------------------------- | ------------------------ | ------- | ---- | ------------------------------------------------------------- | ------- | ---- | ------- |
|                                                                                  | Stefania Proiettigewählt | 182.394 | 51,1 | Partito Democratico                                           | 97.089  | 30,2 | 9       |
| Movimento 5 Stelle                                                               | Stefania Proiettigewählt | 182.394 | 51,1 | 15.125                                                        | 4,7     | 1    |         |
| Umbria Domani – Proietti Presidente                                              | Stefania Proiettigewählt | 182.394 | 51,1 | 15.084                                                        | 4,7     | 1    |         |
| Alleanza Verdi e Sinistra                                                        | Stefania Proiettigewählt | 182.394 | 51,1 | 13.750                                                        | 4,3     | 1    |         |
| Umbria per la Sanità Pubblica                                                    | Stefania Proiettigewählt | 182.394 | 51,1 | 7.819                                                         | 2,4     | –    |         |
| Riformisti e Civici – Umbria Futura (PRI – Azione – Più Umbria Riformista – PSI) | Stefania Proiettigewählt | 182.394 | 51,1 | 7.402                                                         | 2,3     | –    |         |
| Civici Umbri                                                                     | Stefania Proiettigewählt | 182.394 | 51,1 | 5.025                                                         | 1,6     | –    |         |
| ↳ Gesamt                                                                         | Stefania Proiettigewählt | 182.394 | 51,1 | 161.294                                                       | 50,2    | 12   |         |
|                                                                                  | Donatella Tesei          | 164.727 | 46,2 | Fratelli d’Italia                                             | 62.419  | 19,4 | 3       |
| Forza Italia                                                                     | Donatella Tesei          | 164.727 | 46,2 | 31.128                                                        | 9,7     | 2    |         |
| Lega                                                                             | Donatella Tesei          | 164.727 | 46,2 | 24.729                                                        | 7,7     | 1    |         |
| Tesei Presidente                                                                 | Donatella Tesei          | 164.727 | 46,2 | 16.023                                                        | 5,0     | 1    |         |
| Noi Moderati – Civici per l’Umbria                                               | Donatella Tesei          | 164.727 | 46,2 | 9.229                                                         | 2,9     | –    |         |
| Alternativa Popolare                                                             | Donatella Tesei          | 164.727 | 46,2 | 6.939                                                         | 2,2     | –    |         |
| Unione di Centro                                                                 | Donatella Tesei          | 164.727 | 46,2 | 1.432                                                         | 0,4     | –    |         |
| Nicht gewählte Direktkandidat                                                    | Donatella Tesei          | 164.727 | 46,2 | –                                                             | –       | 1    |         |
| ↳ Gesamt                                                                         | Donatella Tesei          | 164.727 | 46,2 | 151.899                                                       | 47,3    | 8    |         |
|                                                                                  | Marco Rizzo              | 3.946   | 1,1  | Democrazia Sovrana Popolare                                   | 1.793   | 0,6  | –       |
| Alternativa Riformista                                                           | Marco Rizzo              | 3.946   | 1,1  | 1.286                                                         | 0,4     | –    |         |
| ↳ Gesamt                                                                         | Marco Rizzo              | 3.946   | 1,1  | 3.079                                                         | 1,0     | –    |         |
|                                                                                  | Martina Leonardi         | 1.901   | 0,5  | Insieme per un’Umbria Resistente (PaP – PCI – Futura Umanità) | 1.556   | 0,5  | –       |
|                                                                                  | Moreno Pasquinelli       | 993     | 0,3  | Fronte del Dissenso                                           | 896     | 0,3  | –       |
|                                                                                  | Giuseppe Paolone         | 866     | 0,2  | Forza del Popolo                                              | 763     | 0,2  | –       |
|                                                                                  | Elia Francesco Fiorini   | 840     | 0,2  | Alternativa per l’Umbria – Azione Civica                      | 746     | 0,2  | –       |
|                                                                                  | Giuseppe Tritto          | 837     | 0,2  | Umani Insieme Liberi a                                        | 729     | 0,2  | –       |
|                                                                                  | Fabrizio Pignalberi      | 253     | 0,1  | Quinto Polo per l’Italia                                      | 109     | 0,0  | –       |
| Più Italia Sovrana                                                               | Fabrizio Pignalberi      | 253     | 0,1  | 67                                                            | 0,0     | –    |         |
| ↳ Gesamt                                                                         | Fabrizio Pignalberi      | 253     | 0,1  | 176                                                           | 0,1     | –    |         |
| Gesamt                                                                           | Gesamt                   | 356.757 | 100  |                                                               | 321.138 | 100  | 20      |
|                                                                                  |                          |         |      |                                                               |         |      |         |
| Quelle: Innenministerium                                                         |                          |         |      |                                                               |         |      |         |

## Ergebnis nach Provinzen
| Provinz | Kandidaten (%) | Kandidaten (%) | Kandidaten (%) | Gültige Stimmen | Wähler  | Wähler | Wahl- berechtigte |
| Provinz | Proietti       | Tesei          | Sonstige       | Gültige Stimmen | Anzahl  | %      | Wahl- berechtigte |
| ------- | -------------- | -------------- | -------------- | --------------- | ------- | ------ | ----------------- |
| Perugia | 51,8           | 45,6           | 2,6            | 270.171         | 277.557 | 53,0   | 523.343           |
| Terni   | 49,0           | 48,0           | 3,0            | 86.586          | 89.273  | 50,1   | 178.024           |